# Qindarka
Qindarka (alb. qindarkë, l.mn. qindarka) – albańska zdawkowa jednostka monetarna. 100 qindarek to 1 lek, aczkolwiek w ostatnich latach, ze względu na inflację, qindarki nie są używane. Obecnie monetą o najniższym nominale pozostającą w obiegu jest 1 lek.
Pierwsze monety o nominale określonym w tej jednoste zostały wydane za czasów republiki. Były to 5 i 10 qindar leku (odpowiednio 0,05 i 0,1 leka) z datą 1926. Kolejna seria, datowana na 1935, wyemitowana została już za czasów królestwa. Obejmowała monety 1 i 2 qindar ar (odpowiednio 0,01 i 0,02 franka albańskiego, tj. 0,05 i 0,1 leka). Obie powyższe serie zostały wybite w brązie w Rzymie.
Po II wojnie światowej wyemitowano trzy serie, z których każda zawierała aluminiowe monety o nominałach 5, 10, 20 i 50 qindarka (1964, 1969, 1988). 